# Майкъл Уилдър
Майкъл Уилдър (на английски: Michael J. Wilder) е американски шахматист, юрист.

## Биография
Майкъл Уилдър е роден на 17 август 1962 г. в Принстън, Ню Йорк. Научава се да играе шахмат на шестгодишна възраст. През 1986 г. поделя втората позиция на откритото американско първенство с Борис Спаски, Лев Албурт, Александър Чернин, Victor Frias и Майкъл Роуд, след като постига индивидуален резултат 9,5/12 т. През 1987 г. печели международния открит турнир „Лоидс Банк“ с тайбрек, след като завършва в редовната схема с равен брой точки с британския гросмайстор Murray Chandler. Този успех донася на Уилдър първата му норма за гросмайстор. На следващата година спечелва американското първенство по шахмат, като оставя на поделената втора позиция гросмайсторите и фаворити за отличието Ясер Сейраван и Борис Гулко. Прекратява състезателната си кариера, когато започва да учи право. По професия е юрист.